# سوشیتسا (کروشواتس)
سوشیتسا (به صربی: Sušica) یک منطقهٔ مسکونی در صربستان است که در کراگویواتس واقع شده‌است. سوشیتسا ۸۷۸ نفر جمعیت دارد.